# Moscow Penny Ante
Moscow Penny Ante is het derde studioalbum van de Amerikaanse band Dead to Me. Het album werd op 25 oktober 2011 uitgebracht door Fat Wreck Chords.

## Nummers
1. "Undertow" - 2:41
2. "Reckless Behavior" - 2:39
3. "The Evolution Will Be Tele-Visualized" - 2:43
4. "The Hand with Inherited Rings" - 2:55
5. "No Lullabies" - 2:39
6. "The Trials of Oscar Wilde" - 2:47
7. "The Monarch Hotel" - 3:00
8. "Never Relief" - 3:02
9. "I Love My Problems" - 3:02
10. "Dead Pigeon Tricks" - 2:32
11. "Victims of No Ambition" - 2:54
12. "The World Has Gone Mad" - 3:35

## Band
- Tyson "Chicken" Annicharico - basgitaar, zang
- Sam Johnson - gitaar, zang
- Ken Yamazaki - gitaar, achtergrondzang
- Ian Anderson - drums